# レティスクス
レティスクス（学名 : Lethiscus）は、 欠脚目のうち、最も早期に知られた化石動物である。スコットランドのヴィゼンアン世中期の地層から発見された化石が唯一の標本である。産出した化石からは78個の椎骨がみられた。
デボン紀より後の四肢動物で、関節がつながった状態で発見されたものとしては、最も古い動物であった。夾炭層から見つかった。四肢は痕跡も残っていない。目は大きく、頭骨のずっと前方に位置している。頬の骨は多くが消失し、そのかわり広い開口部がある。頭骨が眼窩の大部分はほお骨で縁取られ、吻部は、対をなす骨からできた典型的な構造より四肢動物であると認められる。椎骨と肋骨にも、四肢動物の性質が現れている。レティスクスの生活については現在何もよくわかっておらず、水中で生活していたのか陸上で生活しているのかは不明である。
2003年、分岐学的研究により、 レティスクス属がもっとも原始的な欠脚目であることが確認された。また2017年のレティスクス属に関する分岐学的分析により、レティスクス属を含む欠脚目は基幹四肢動物であり、空椎亜綱は多系統群であるとするデータが得られた。